# Augusto César Vieira da Silva
Augusto César Vieira da Silva, noto semplicemente come Augusto o come Augusto Falamansa (São Lourenço do Oeste, 25 febbraio 1980), è un ex giocatore di calcio a 5 brasiliano naturalizzato azero.

## Carriera
Augusto ha disputato, con la Nazionale maschile di calcio a 5 dell'Azerbaigian, due edizioni del campionato europeo.